# Авеню Экс (линия Калвер, Ай-эн-ди)
|   |   |   |   |   |
| · | · | · | · | · |

|   |   |   |   |   |
| · | · | · | · | · |

«Авеню Экс» (англ. Avenue X) — станция Нью-Йоркского метрополитена, расположенная на линии Калвер, Ай-эн-ди. Станция находится в Бруклине, в округе Грэйвсэнд, на пересечении Макдональд-авеню с авеню Экс и 86-й улицей. На станции останавливаются маршруты F (круглосуточно) и <F> (в часы пик в пиковом направлении).

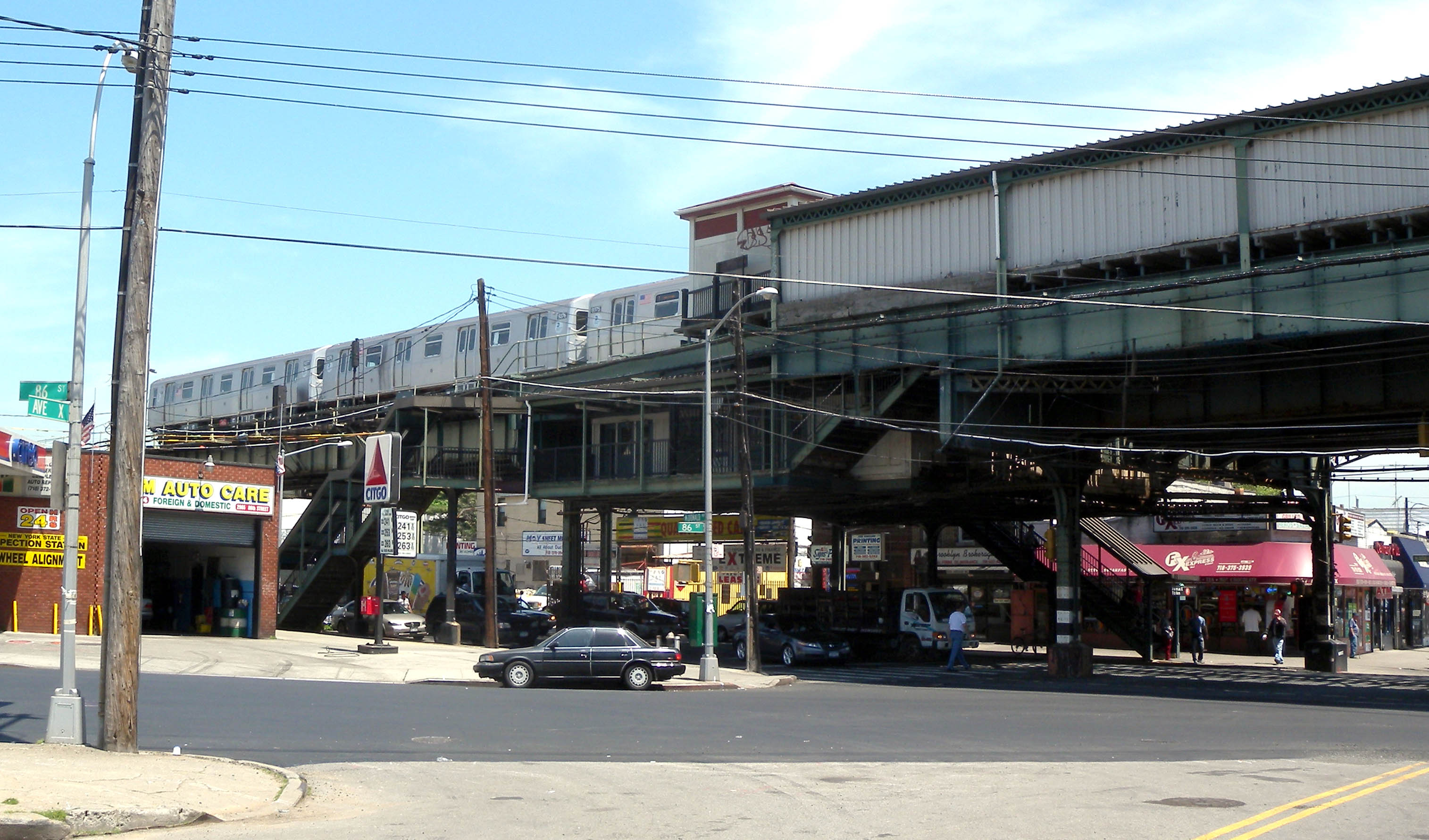
Вид с авеню Экс

Станция расположена на трёхпутном участке линии, причём платформами оборудованы только внешние (локальные) пути. Центральный экспресс-путь не используется и никогда не использовался для маршрутного движения поездов. Станция является эстакадной. Название станции представлено в основном на стенах в виде чёрной таблички с белой надписью.
Станция имеет два выхода. Круглосуточный вход (основной) находится в северной части платформ. Через мезонин можно перейти с платформы на платформу. Турникеты расположены в мезонине. Этот выход приводит к перекрестку Макдональд-авеню с авеню Экс и 86-й улицей. Второй выход расположен в южной части платформ. Лестницы с каждой платформы ведут сразу на улицу, минуя мезонин. Мезонин закрыт и используется сейчас в качестве склада. Турникетные павильоны расположены прямо на платформах и представлены только полноростовыми турникетами.
Второй выход активно использовался в период с 2002 по 2004 год, когда был закрыт терминал Кони-Айленд — Стилуэлл-авеню и эта станция была конечной. Тогда выход приводил к автобусной остановке, от которой отправлялись автобусы челночного маршрута, подменявшие не используемый метрополитеном участок до Кони-Айленд — Стилуэлл-авеню.
Станция является самой южной, расположенной на трёхпутном участке линии, к югу линия преобразуется в двухпутную. До Кони-Айленд — Стилуэлл-авеню линия идёт двухпутная. К югу от этой станции расположено депо Coney Island Yard, куда ответвляются два пути.